# 40/40
40/40 – studyjny czteropłytowy album zespołu Lombard wydany w grudniu 2024 roku. Jest to artbook. Zawiera utwory nagrane na nowo, znane z wcześniejszych płyt zespołu oraz utwory wcześniej niepublikowane. Album zawiera też nowości powstałe po 2012 roku (ostatnia klasyczna płyta studyjna to Show Time). Wydawnictwo zawiera 96 stron ‘’12 calowej książki w twardej oprawie. Ilustracje okrasza Arkadiusz Dzielawski. Autorem biografii jest Jakub Kozłowski, foto – Anna Pawelczak, wizaż, make up, stylistka  – Zuza Stankiewicz, realizator dźwięku – Łukasz Migdalski.

## Lista utworów
Źródło:.

### CD 1
| Nr  | Tytuł utworu             | Muzyka             | Słowa                            | Długość |
| --- | ------------------------ | ------------------ | -------------------------------- | ------- |
| 1.  | „Stan gotowości”         | Grzegorz Stróżniak | Jacek Skubikowski                | 5:30    |
| 2.  | „Kto mi zapłaci za łzy”  | Grzegorz Stróżniak | Jacek Skubikowski                | 4:32    |
| 3.  | „Wolne od cła”           | Grzegorz Stróżniak | Jacek Skubikowski                | 3:10    |
| 4.  | „Rdza”                   | Jacek Skubikowski  | Marek Dutkiewicz                 | 4:11    |
| 5.  | „Droga pani z telewizji” | Jacek Skubikowski  | Jacek Skubikowski                | 4:03    |
| 6.  | „Śmierć dyskotece”       | Jacek Skubikowski  | Marek Dutkiewicz                 | 4:45    |
| 7.  | „Roads to Freedom”       | Grzegorz Stróżniak | Grzegorz Stróżniak, Marta Cugier | 4:04    |
| 8.  | „Wołam stop”             | Grzegorz Stróżniak | Marta Cugier                     | 4:45    |
| 9.  | „Krwawiące serce”        | Grzegorz Stróżniak | Marta Cugier                     | 7:03    |
| 10. | „Przeżyj to sam”         | Grzegorz Stróżniak | Andrzej Sobczak                  | 5:38    |
|     |                          |                    |                                  | 47:41   |

### CD 2
| Nr  | Tytuł utworu                  | Muzyka             | Słowa                | Długość |
| --- | ----------------------------- | ------------------ | -------------------- | ------- |
| 1.  | „Bye Bye Jimi”                | Grzegorz Stróżniak | Marek Dutkiewicz     | 9:06    |
| 2.  | „Prywatna samotność”          | Grzegorz Stróżniak | Marta Cugier         | 4:38    |
| 3.  | „Szara ulica”                 | Grzegorz Stróżniak | Marta Cugier         | 5:20    |
| 4.  | „Rdza”                        | Grzegorz Stróżniak | Jacek Skubikowski    | 4:40    |
| 5.  | „Adriatyk, ocean gorący”      | Jacek Skubikowski  | Małgorzata Ostrowska | 6:55    |
| 6.  | „Diamentowa kula”             | Grzegorz Stróżniak | Marek Dutkiewicz     | 4:11    |
| 7.  | „Nie mogę kochać Ciebie”      | Lombard Group      | Grzegorz Stróżniak   | 4:15    |
| 8.  | „Ocalić serca”                | Grzegorz Stróżniak | Małgorzata Ostrowska | 4:26    |
| 9.  | „Szara maść”                  | Grzegorz Stróżniak | Jacek Skubikowski    | 4:41    |
| 10. | „Modlitwa o wyspy szczęśliwe” | Grzegorz Stróżniak | Marta Cugier         | 5:07    |
|     |                               |                    |                      | 53:19   |

### CD 3
| Nr  | Tytuł utworu                 | Muzyka             | Słowa                                | Długość |
| --- | ---------------------------- | ------------------ | ------------------------------------ | ------- |
| 1.  | „Bezcielestni, bezszelestni” | Grzegorz Stróżniak | Jacek Skubikowski                    | 5:43    |
| 2.  | „Prywatna samotność”         | Grzegorz Stróżniak | Jacek Skubikowski                    | 5:21    |
| 3.  | „Nasz ostatni taniec”        | Grzegorz Stróżniak | Leszek Pietrowiak                    | 4:01    |
| 4.  | „Lady Whisky”                | Grzegorz Stróżniak | Grzegorz Stróżniak, Maciej Siczyński | 6:21    |
| 5.  | „Życzę Ci miłego dnia”       | Grzegorz Stróżniak | Matra Cugier                         | 3:47    |
| 6.  | „Gołębi puch”                | Grzegorz Stróżniak | Małgorzata Ostrowska                 | 5:03    |
| 7.  | „Kryształowa”                | Grzegorz Stróżniak | Jacek Skubikowski                    | 3:22    |
| 8.  | „Wirtualne spotkanie”        | Grzegorz Stróżniak | Marta Cugier, Grzegorz Stróżniak     | 3:55    |
| 9.  | „Deja’vu – To już było”      | Grzegorz Stróżniak | Marta Cugier                         | 4:08    |
| 10. | „Świat się zatrzymał”        | Grzegorz Stróżniak | Marta Cugier                         | 4:21    |
|     |                              |                    |                                      | 46:02   |

### CD 4
| Nr  | Tytuł utworu               | Muzyka             | Słowa                            | Długość |
| --- | -------------------------- | ------------------ | -------------------------------- | ------- |
| 1.  | „Patrz! Patrz!”            | Grzegorz Stróżniak | Marta Cugier                     | 4:17    |
| 2.  | „Nowy tytan”               | Piotr Zander       | Andrzej Sobczak                  | 5:12    |
| 3.  | „Taniec pingwina na szkle” | Jacek Skubikowski  | Jacek Skubikowski                | 4:28    |
| 4.  | „Dwa słowa, dwa światy”    | Grzegorz Stróżniak | Małgorzata Ostrowska             | 5:55    |
| 5.  | „Znowu radio”              | Piotr Zander       | Małgorzata Ostrowska             | 3:47    |
| 6.  | „Moja edukacja”            | Grzegorz Stróżniak | Marta Cugier, Grzegorz Stróżniak | 3:29    |
| 7.  | „Musical”                  | Grzegorz Stróżniak | Marta Cugier                     | 3:51    |
| 8.  | „Kameleony”                | Grzegorz Stróżniak | Grzegorz Stróżniak               | 3:02    |
| 9.  | „Szklana pogoda”           | Grzegorz Stróżniak | Marek Dutkiewicz                 | 3:30    |
| 10. | „Gwiazdy rock’n’rolla”     | Grzegorz Stróżniak | Jacek Skubikowski                | 8:39    |
|     |                            |                    |                                  | 46:10   |

## Twórcy
- Marta Cugier – śpiew
- Grzegorz Stróżniak – śpiew, lider
- Łukasz Kulczak – gitara
- Paweł Kosicki – gitara basowa
- Maksymilian Mińczykowski – perkusja

gościnnie
- Agata Lejba-Migdalska – wokal (sopran koloraturowy) (CD 3 – „Świat się zatrzymał”)
- Partes – (CD 1 – „Krwiające serce”)